# 映像資料

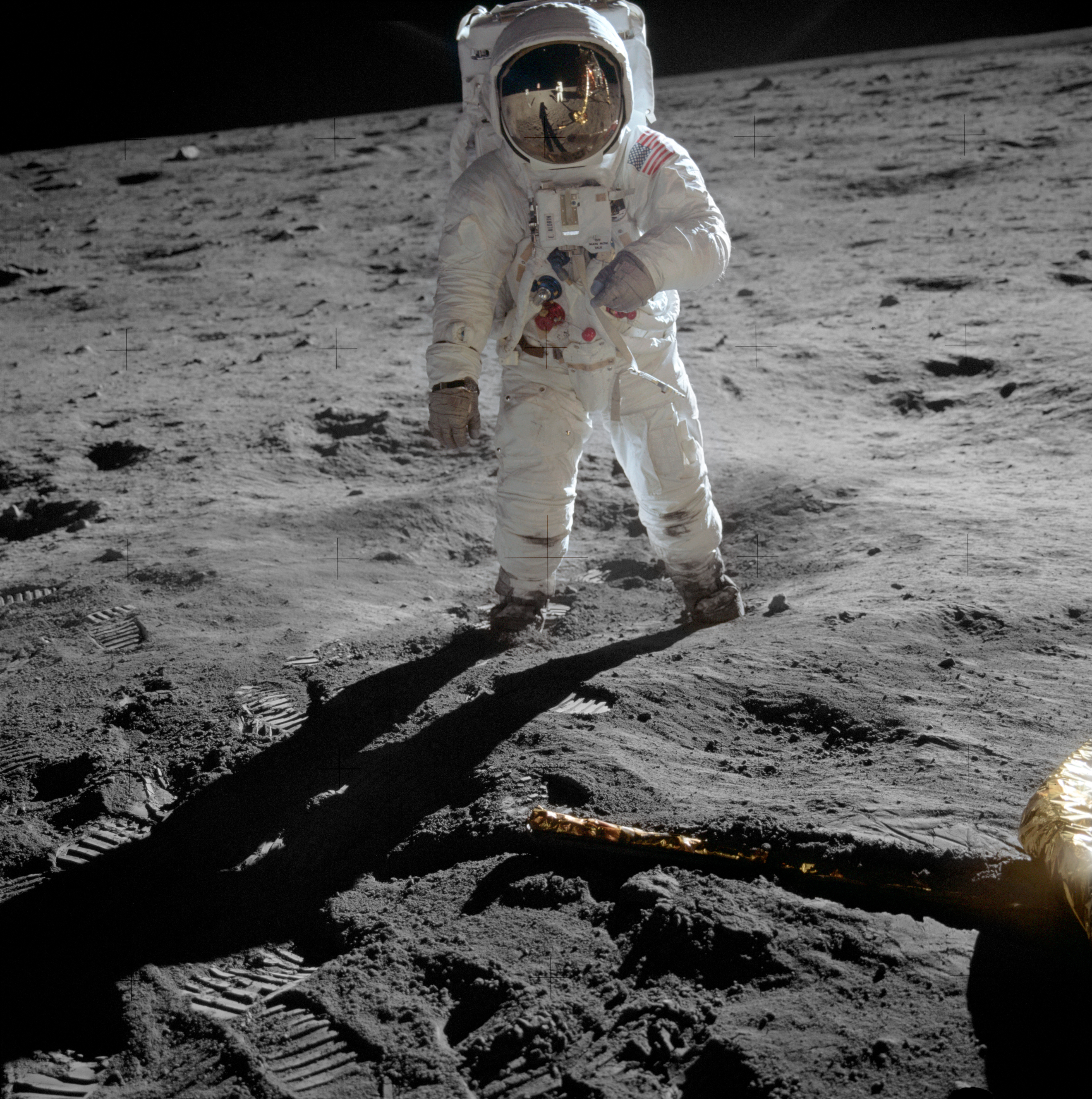
アポロ11号の月面着陸（1969年7月20日）を示す映像資料
----
月面上で船外活動中にポーズを取るバズ・オルドリン。ヘルメットのバイザーには、この写真を撮影したニール・アームストロングの姿が反射して映り込んでいる。

映像資料（）とは、映画やテレビの画面に映し出された画像資料のことである。

## 歴史資料としての特質
歴史資料としては、近現代史の一次資料（実物又は現象に関する資料）となるほか、前近代史においても専門家の入念な考証のうえで再現した映画やドラマ、演劇の場合はしばしば貴重な二次資料（加工された資料）となる。ただし、加工された資料はしばしば制作者側の恣意や作為が入り込むことがあるので取り扱いには注意を要する。歴史教育においては、視聴覚資料として歴史理解に大きな手助けとなることが多い。

## 映像資料の閲覧と入手

### 日本
川崎市市民ミュージアム
映画フィルムやポスター、写真、漫画、ビデオを収集・保存。企画展示も実施。
早稲田大学演劇博物館
国内外の演劇・映像に関する資料を所蔵。
アド・ミュージアム東京 広告図書館
アド・ミュージアム東京内にある、マーケティング・広告の専門図書館。図書・雑誌に加え、広告関連の映像・録音資料も所蔵。
昭和館
戦中・戦後の国民生活に関する資料を所蔵。SPレコードや記録映像は館内で視聴可。
都立中央図書館 視聴覚室
東京に関する記録資料が充実。
放送ライブラリー
過去放送のテレビ、ラジオの番組の視聴が可能な全国唯一の放送番組専門の公開施設。
NHKアーカイブス
NHKの映像・音声を保存しているNHKアーカイブスのサイト。
TEPIA Video Library
科学技術関連の映像作品を所蔵。一部映像はWebページ上に公開。
（社）外国映画輸入配給協会
国内で上映された外国映画に関する統計や作品目録を公開。
（社）日本映画製作者連盟
映画製作配給4社による団体。映画産業に関するデータを公開。
（社）川喜多記念映画文化財団
日本映画の国内外での普及活動を行う。映画関係の図書・雑誌・プレスシート・カタログ等を所蔵。
（財）松竹大谷図書館
演劇・映画専門図書館。演劇（主に歌舞伎・文楽・新派・商業演劇）、映画、日本舞踊、テレビ等に関する資料を所蔵。
東京国立近代美術館 フィルム・センター
内外の映画フィルムや映画関係資料の収集・保存と調査・研究。
科学映像館
過去の科学映像のHD化と保存、配信。

### 欧米
アメリカ国立フィルム登録簿
ベルギー王立シネマテーク

## 映像資料のデータベース
メディア教育開発センター 映像音響情報データベース
国内で市販・公開された教育、産業・広報、学術科学の分野の16ミリ映画・ビデオディスク・スライド等のデータベース。
日本芸術文化振興会 文化デジタルライブラリー
伝統芸能や現代舞台芸術に関する情報ライブラリー。国立劇場・国立文楽劇場・国立能楽堂の公演記録や日本の伝統楽器の奏法などを所載。
日本映画データベース
1899年（明治32年）から現在までに製作された日本映画のデータベース。

## 歴史教育への活用

### 書籍
- 家長知史著『映画でまなぶ世界史』（地歴社、1994年2月、ISBN 4885271282）
- 家長知史著『新・映画でまなぶ世界史〈1〉』（地歴社、2003年3月、ISBN 4885271622）
- 大串夏身著『DVD映画で楽しむ世界史』（青弓社、2005年2月、ISBN 9784787220158）
- 家長知史著『世界史映画教室』（岩波書店〈岩波ジュニア新書〉、1997年7月、ISBN 4005002900）
- 松村 啓一著『新・日本史授業プリント―付・ビデオ学習と話し合い授業』（地歴社、2005年8月、ISBN 4885271746）
- 藤田雅之著『映画のなかの日本史』（地歴社、1997年7月、ISBN 4-88527-141-X）

### Webページ
- 映画で世界史を勉強しよう！